# 赛赤活佛
赛赤活佛（藏語：གསེར་ཁྲི，威利转写：gser khri）（噶勒丹锡埒图呼图克图）为青海拉莫德钦寺与塔尔寺的大活佛，是清代驻京八大呼圖克圖排名第二。迄今为止共十二世，前三世系追认。

## 历世赛赤活佛
| 世代   | 生卒年         | 中文姓名                      |
| ------ | -------------- | ----------------------------- |
| 第一世 | 1635年－1688年 | 阿旺罗哲嘉措                  |
| 第二世 | 1689年－1762年 | 赛赤·罗桑丹贝尼玛             |
| 第三世 | 1763年－1772年 | 赛赤·加央丹增赤列嘉措         |
| 第四世 | 1773年－？     | 赛赤·阿旺图登旺秋贝丹赤列嘉措 |
| 第五世 |                | 赛赤·阿旺图登丹贝尼玛         |
| 第六世 | 1847年－1902年 | 赛赤·罗桑图登嘉措             |
| 第七世 | 1904年－1932年 | 赛赤·根敦隆杂尼玛             |
| 第八世 | 1933年－1960年 | 赛赤·罗桑丹贝坚赞             |
| 第九世 | 1969年－       | 赛赤·确吉洛智嘉措             |